# Campeonato Pernambucano de Futebol Feminino de 1999
O Campeonato Pernambucano de Futebol Feminino de 1999 foi a 1ª edição do campeonato feminino estado Pernambuco realizada pela Federação Pernambucana de Futebol(FPF). Com o intuito de criar uma competição voltada para a modalidade feminina, a federação criou seu primeiro campeonato a fim de promover a modalidade no estado. A competição teve o Sport Club do Recife como sua primeira equipe campeã do certame e Santa Cruz Futebol Clube, primeira equipe vice-campeã. O Sport foi campeão com gol antológico da atacante leonina Josenir Martins da Silva, conhecida como Jô, marcando o único gol da partida.

## O jogo
No dia 24 de outubro de 1999, pelo 1º Campeonato Pernambucano de Futebol Feminino, Sport e Santa Cruz se enfrentaram na Ilha do Retiro em jogo válido pela final do certame. O Leão da Ilha tinha a vantagem do empate. O jogo foi truncado do início ao fim e o placar final indicava um forte equilíbrio entre as equipes. Um único gol decidiu a partida. Poderia ser apenas mais um gol. De pênalti, de cabeça, de falta, ou mais um golaço. Mas foi um tento de pura ousadia. Em determinado ponto da partida, a atacante Jô do Sport, aproveita falha de uma defensora do Santa Cruz e avança em direção à meta adversária. Em um único toque na bola, deixa a goleira para trás. 
Jô tinha o gol inteiro à sua disposição, podia entrar com bola e tudo. Mas com a maior tranquilidade, parou em cima da linha, esperou cruelmente a chegada da zagueira e empurra a bola com o bumbum, marcando um histórico gol que valeu o título para a equipe rubro negra e os holofotes, mesmo que temporários, em rede nacional. Nem o segundo cartão amarelo seguido de vermelho, por ter utilizado uma máscara na comemoração, retirou a alegria de vencer o maior rival.

### Jogo final
| 24 de outubro | Sport | 1–0 | Santa Cruz | Ilha do Retiro, Recife |
| 15:00         | Jô    |     |            |                        |

## Premiação
| Campeonato Pernambucano de Futebol Feminino de 1999 |
| --------------------------------------------------- |
| Sport Club do Recife Campeão (1º título)            |

| Vice Campeão: | Terceiro Colocado: | Quarto Colocado: |
| ------------- | ------------------ | ---------------- |
| Santa Cruz    |                    |                  |